# بلدية غولبين
بلدية غولبين (بالإنجليزية: Gulbene Municipality)‏ هي بلدية في لاتفيا، تتبع لاتفيا، بلغ عدد سكانها 20٬805  نسمة، في 1 يناير 2017.

## معرض صور

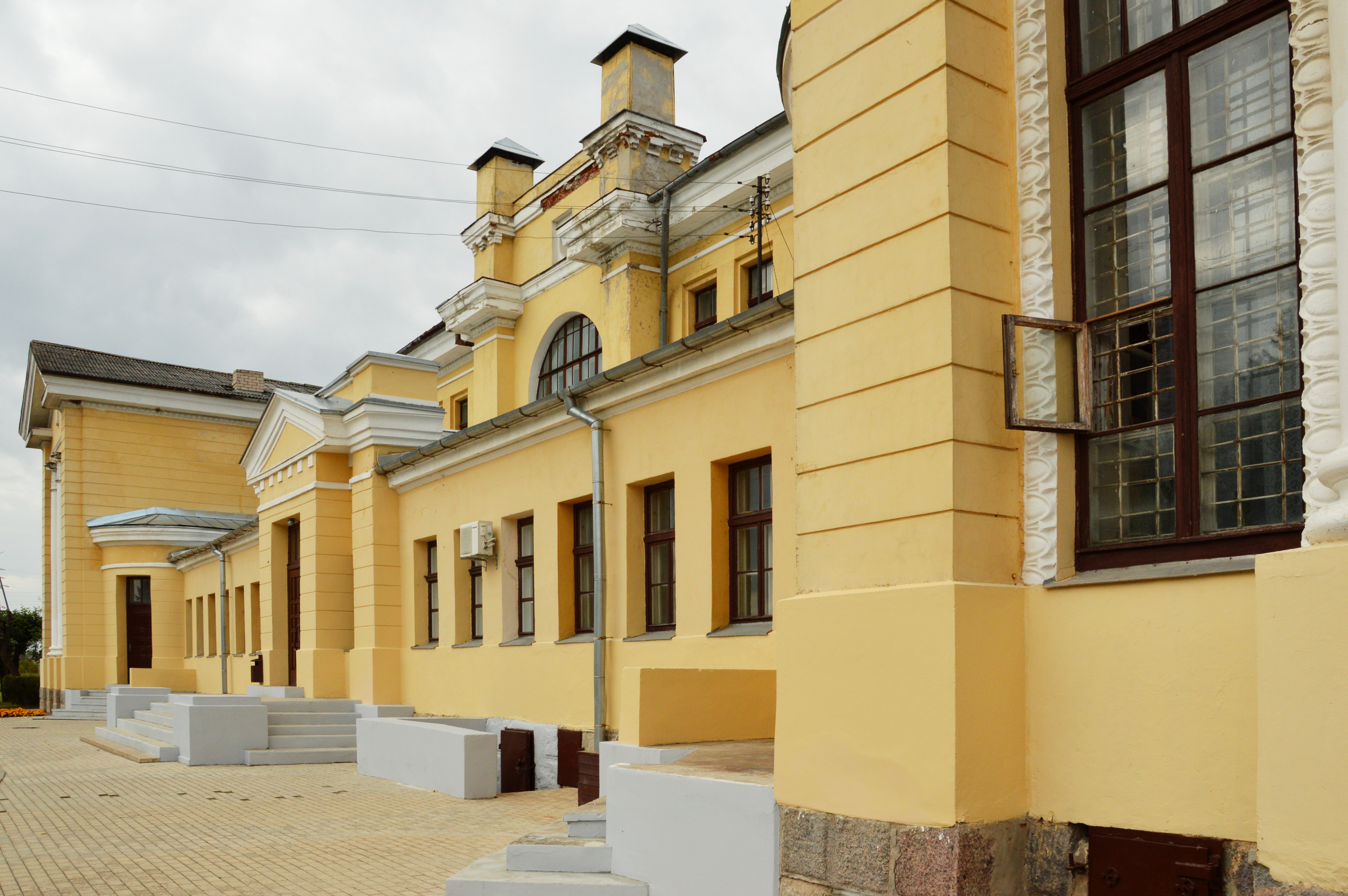
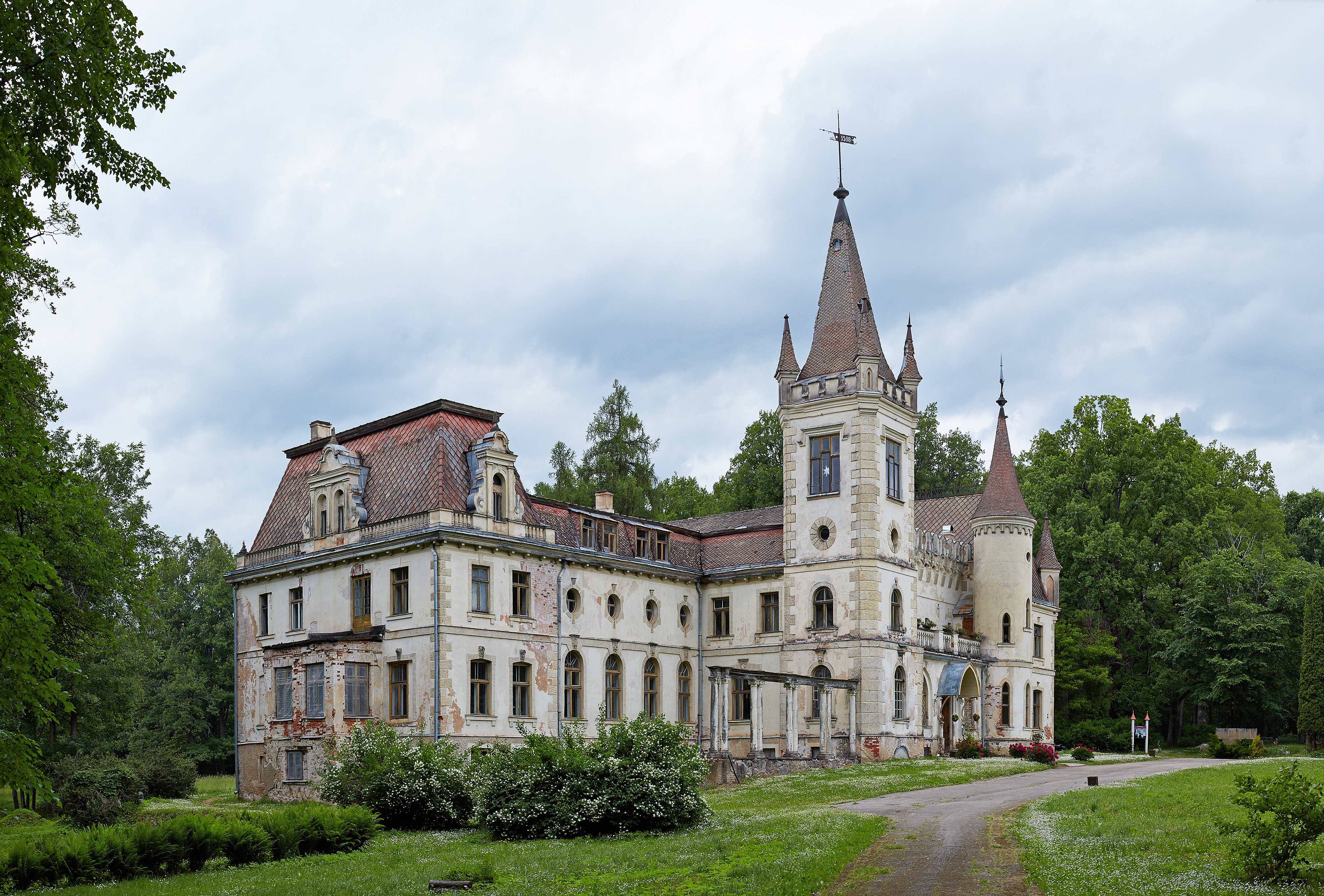
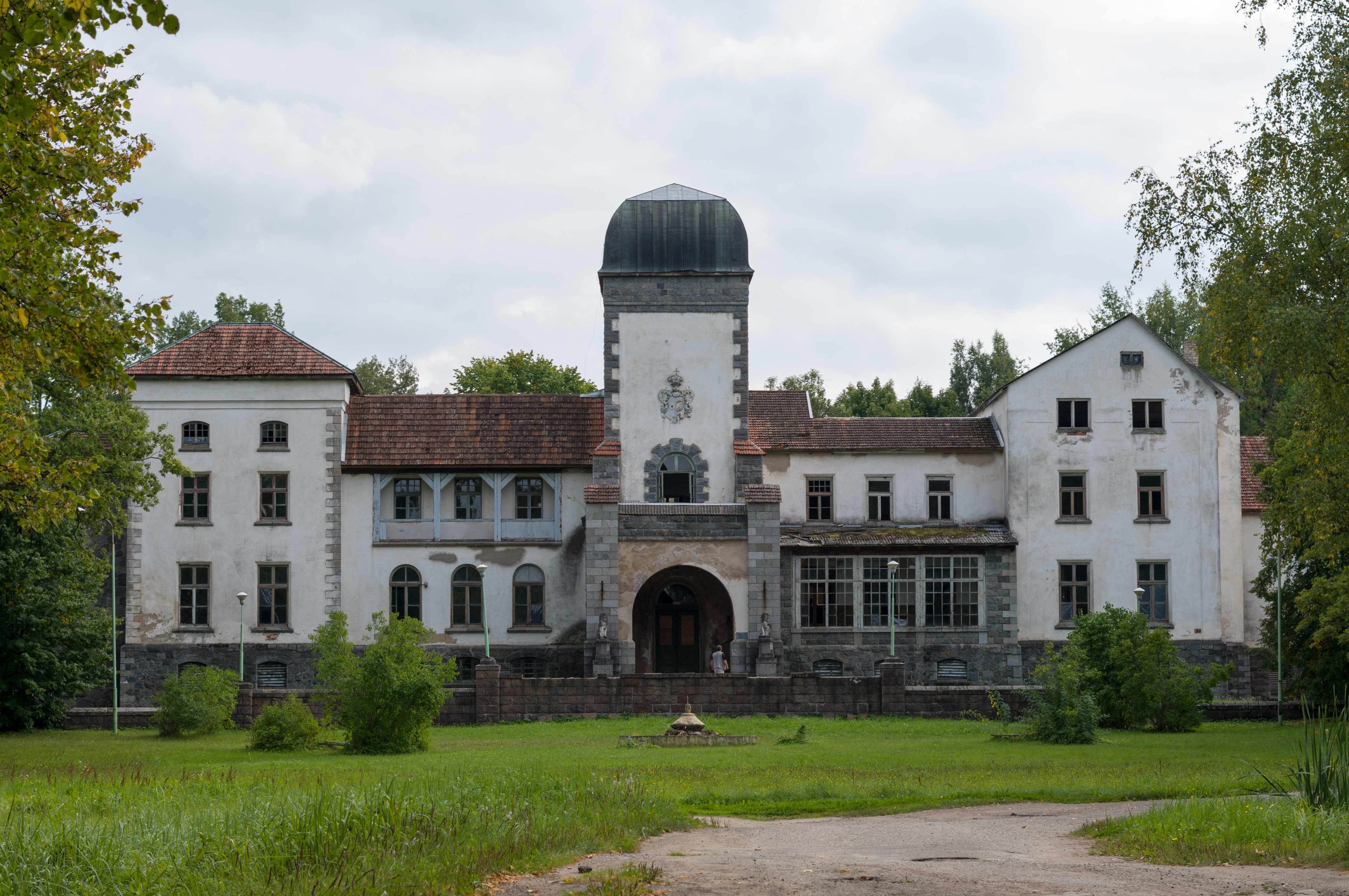
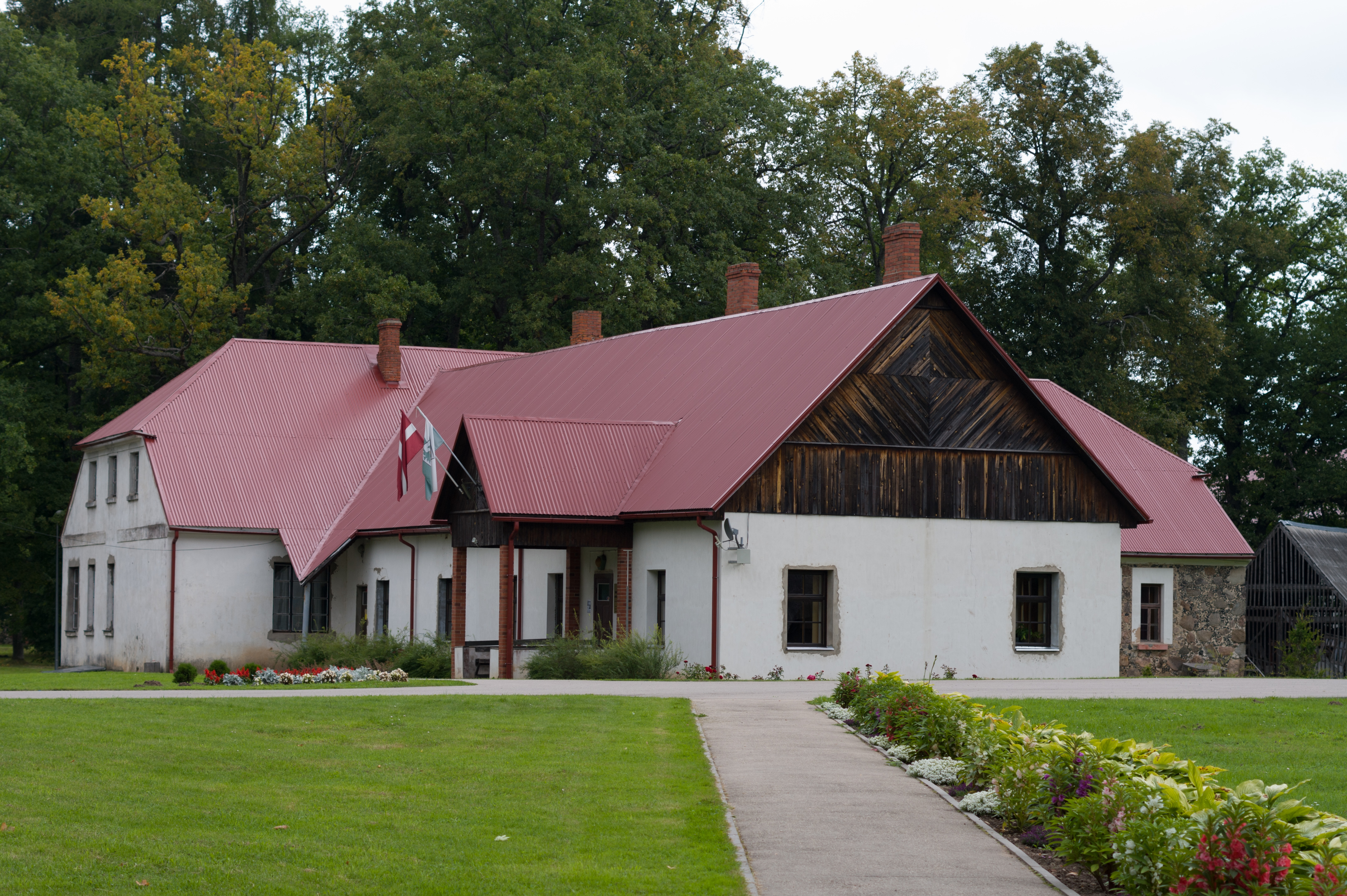